# Snabba cash (TV-serie)
Snabba cash är en svensk dramaserie från 2021. Serien är regisserad av Jesper Ganslandt och Måns Månsson och den är en fortsättning på långfilmen Snabba cash från 2010. Serien hade premiär på Netflix den 7 april 2021 och är bland annat inspelad i Kista, Skärholmen och Hagalund. Säsong två hade premiär den 22 september 2022.
Serien möttes av mycket god kritik. Abdallah vann Kristallen 2021 i kategorin årets manliga skådespelare i en tv-produktion för sin medverkan i serien och Evin Ahmad vann Kristallen 2023 som årets kvinnliga huvudroll för sin roll i serien och Ayaan Ahmed som årets biroll.

## Handling
En ambitiös affärskvinna, en charmig gängmedlem och en problemtyngd tonåring. Under en desperat och smutsig jakt på kapital kolliderar deras världar.

## Rollista (i urval)
| - Evin Ahmad – Leya - Alexander Abdallah – Salim - Adam Kais – Zaki - Ayaan Ahmed – Nala - Ali Alarik – Tim - Ardalan Esmaili – Jamal - Dada Fungula Bozela – Ravy - Nadja Christiansson – Ronja - Egon Ebbersten – Martin Wallin - Peter Eggers – Marcus Werner - Love Ehn – Leon - lex Moore Eklund – Barre - Yussra El Abdouni – Fatima - Fredrik Evers – Tims pappa - Yasmine Garbi – Li - Khalil Ghazal – Osman | - Maria Plahn – Eva - Félice Jankell – Viktoria - Johan Jonason – Marko - Daniel Nevado Kröger – Amir - Allan Mohsin – Ilias - Olle Sarri – Tomas Storm - Mehri Sharifi – Fatma - Lennox Söderström – Sami - Johni Tadi – Hassan - Nikolai von Schlippenbach – Vlad - Jozef "Z.E" Wojciechowicz – Dani - Patrik Yachouh – Besam - Rani Zakko – Hamid - David Valderrama – Antonio |